# تلویزیون بیستم
تلویزیون بیستم (انگلیسی: 20th Television) یک سندیکای تلویزیونی آمریکایی و زیرمجموعهٔ تلویزیون فاکس قرن بیستم است. تلویزیون فاکس قرن بیستم نیز خودش، شرکت‌های تابعه کمپانی فاکس قرن ۲۱ است.